# Salvador Echeandía Gal
Salvador Echeandía Gal (Irún, 8 de noviembre de 1867-Madrid, 13 de marzo de 1949) fue un empresario vasco fundador de varias empresas entre las que destacan Perfumería Gal (1898) y Porcelanas del Bidasoa (1930). 

## Biografía
Nace el 8 de noviembre de 1867 en Irún, siendo el mayor de doce hermanos. Su padre, Genaro, había sido alcalde de la localidad y su madre, Luisa, era una mujer emprendedora que poseía varios comercios en la zona. Ambos procuraron a sus hijos una educación excepcional para su época. Salvador estudió Comercio en Zúrich y su hermano Eusebio, que más tarde sería el artífice de las fragancias de Gal, fue el primer español en doctorarse en Química por la Universidad de Berlín. Otro de sus hermanos, Julio, se formó como escultor en Múnich, llegando a ser un afamado diseñador de jardines en las villas de Biarritz y San Juan de Luz.

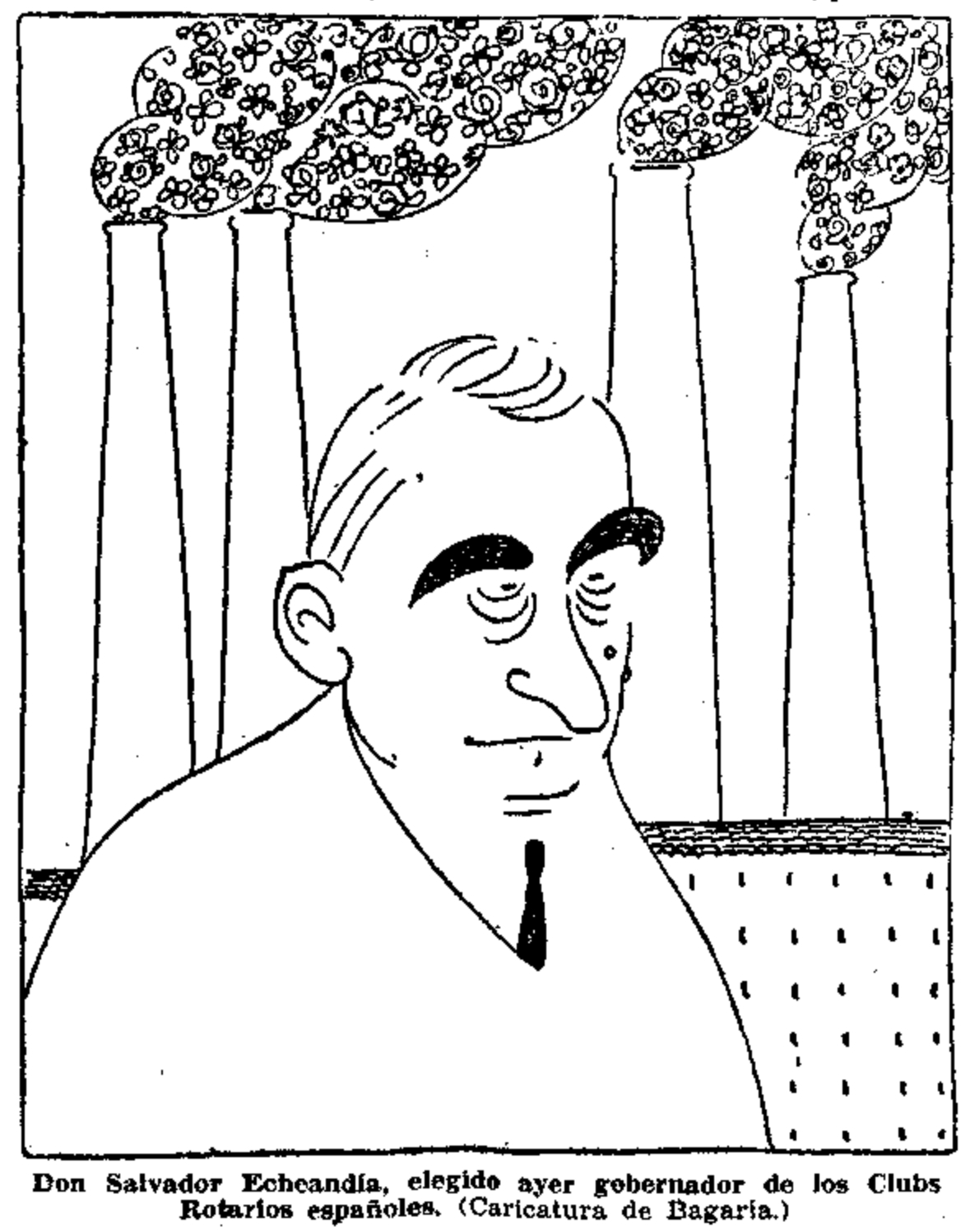
Caricaturizado por Bagaría en El Sol (1929)

Salvador viajó incansablemente en su juventud por varios países de Europa, sobre todo por Alemania, lo que se plasmó en su espíritu innovador, implantando en sus negocios técnicas pioneras impensables para esa época en España, principalmente en las áreas de política social y publicidad. Fue fundador de Perfumería Gal.
Implantó en sus empresas la jornada de ocho horas, vacaciones pagadas y bajas por enfermedad, y la moderna fábrica Gal de Madrid, que fue inaugurada en 1915 disponía de servicios de guardería, dispensario médico y botica gratuitos para los empleados, así como duchas para los que no pudieran asearse en sus casas.
Fue el primer español en crear un departamento de Publicidad en su empresa, contando con los mejores publicistas e ilustradores de principios de siglo como Alphonse Mucha, Federico Ribas y Pedro Prat Caballí cuyos carteles, con imágenes elegantes y sofisticadas destinadas a la élite social, son considerados actualmente como auténticas obras de arte cercanas al art déco.
También, para fomentar la venta de la pasta de dientes Dens, realizó en 1931 campañas educativas para cambiar  los hábitos de higiene de los españoles, como el cepillado diario de dientes, contando con maestros y odontólogos.

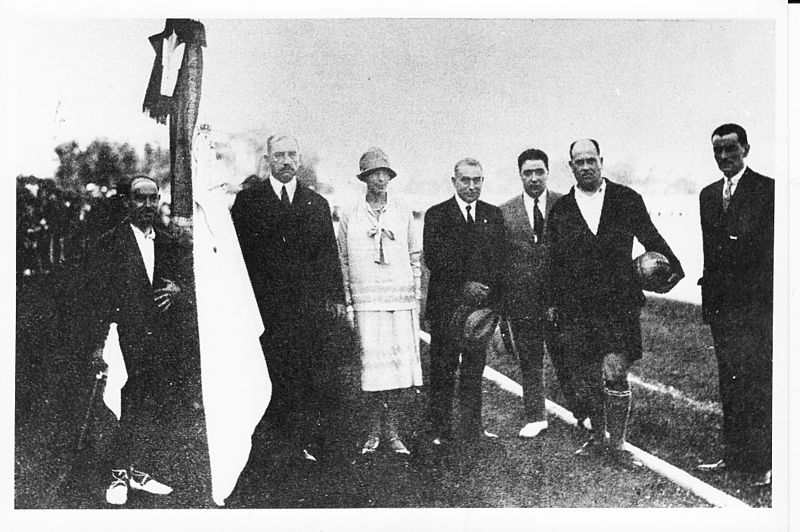
Salvador y su hija Victoria en la inauguración del Stadium Gal de Irún.

De carácter muy cercano y  familiar, contrajo matrimonio en 1895 con María Marín (Pau, 7 de febrero de 1868-Madrid, 1953), con quien tuvo cinco hijas:
- María Luisa, nacida en Irún el 10 de septiembre de 1897. Falleció en Madrid a los 22 años el 11 de enero de 1920 sin descendencia.
- Victoria, nacida en Madrid el 4 de junio de 1902. Casada con Alberto Anabitarte. Hijos: María Elena, Alberto y Manuel.
- Antonia, nacida en Madrid el 28 de octubre de 1904. Casada con Carlos Motta Aparicio. Hijos: María del Carmen, María Luisa, Carlos y Pilar.
- Carmen, nacida en Madrid el 12 de febrero de 1906. Casada con Pedro Cruz-López, falleció a los 30 años sin descendencia
- Consuelo, nacida en Madrid el 10 de agosto de 1911. Casada con José Ortiz de Arce, tuvo una hija, Consuelo.

Victoria y Antonia contrajeron matrimonio en una ceremonia conjunta en la iglesia de San Jerónimo el Real (Madrid) el 25 de octubre de 1929.
Pasaba largas temporadas con su familia en su villa de Irún, Villa María Luisa, que actualmente alberga el Conservatorio de Música de la ciudad.
Muestra de su permanente vinculación a Irún, ciudad que le nombró hijo predilecto, es la donación en 1926 del Stadium Gal. El estadio fue inaugurado con un partido entre el Real Unión C.F. y el F. C. Barcelona. 
En 1927 le fue concedida la Medalla de Oro del Trabajo, que le fue entregada en Irún por el presidente del Consejo de Ministros, Miguel Primo de Rivera.
En 1929 fue nombrado gobernador del Rotary Club de España.
Falleció el 13 de marzo de 1949 en su domicilio de la Colonia de El Viso en Madrid.